# Автоморфное число
Автоморфное число — число, десятичная запись квадрата которого оканчивается цифрами самого этого числа.
Например, число 6252 = 390 625, 9 3762 = 87 909 376, 890 6252 = 793 212 890 625.
Последовательность автоморфных чисел начинается с
0, 1, 5, 6, 25, 76, 376, 625, 9376, 90 625, 109 376, 890 625, 2 890 625, 7 109 376, 12 890 625, 87 109 376, 212 890 625, 787 109 376, 1 787 109 376 (A003226).

## Свойства
- Каждое автоморфное число является триморфным. Обратное в общем случае неверно: 93 = 729, но 92 = 81; 9 — триморфное, но не автоморфное число.
- Автоморфные числа более высокого порядка получаются из чисел меньшего порядка, если к  ним дописать спереди ещё одну цифру. Она может быть нулём 625 → 0625 → 90625. Учитывая числа с ведущим нулём, существует только по два числа с равным числом знаков[1].
- Автоморфные числа существуют не в любой системе счисления: основание не должно быть простым числом или его степенью.
- Автоморфные числа могут быть сколь угодно большими.
- Автоморфные числа можно строить итеративно с помощью леммы Гензеля.